# Aburina
Aburina is een geslacht van vlinders van de familie van de spinneruilen (Erebidae), uit de onderfamilie van de Pangraptinae. De wetenschappelijke naam van dit geslacht is voor het eerst voorgesteld door Heinrich Benno Möschler in een publicatie uit 1887.

## Soorten
- A. coerulescens Hampson, 1926
- A. chrysa Gaede, 1940
- A. chrysea Gaede, 1940
- A. dufayi Viette, 1979
- A. electa Karsch, 1896
- A. endoxantha Hampson, 1926
- A. exangulata Gaede, 1940
- A. jucunda Karsch, 1896
- A. leucocharagma Hampson, 1926
- A. marmorata Berio, 1974
- A. morosa (Holland, 1920)
- A. multilineata (Holland, 1920)
- A. peyrierasi Viette, 1979
- A. phoenocrosmena Hampson, 1926
- A. poliophaea Hampson, 1926
- A. sobrina Möschler, 1887
- A. tetragramma Hampson, 1926
- A. transversata (Holland, 1920)
- A. uncinata Berio, 1974
- A. uniformis (Swinhoe, 1919)